# Tropidophis melanurus
Tropidophis melanurus là một loài rắn trong họ Tropidophiidae. Loài này được Schlegel mô tả khoa học đầu tiên năm 1837.

## Hình ảnh

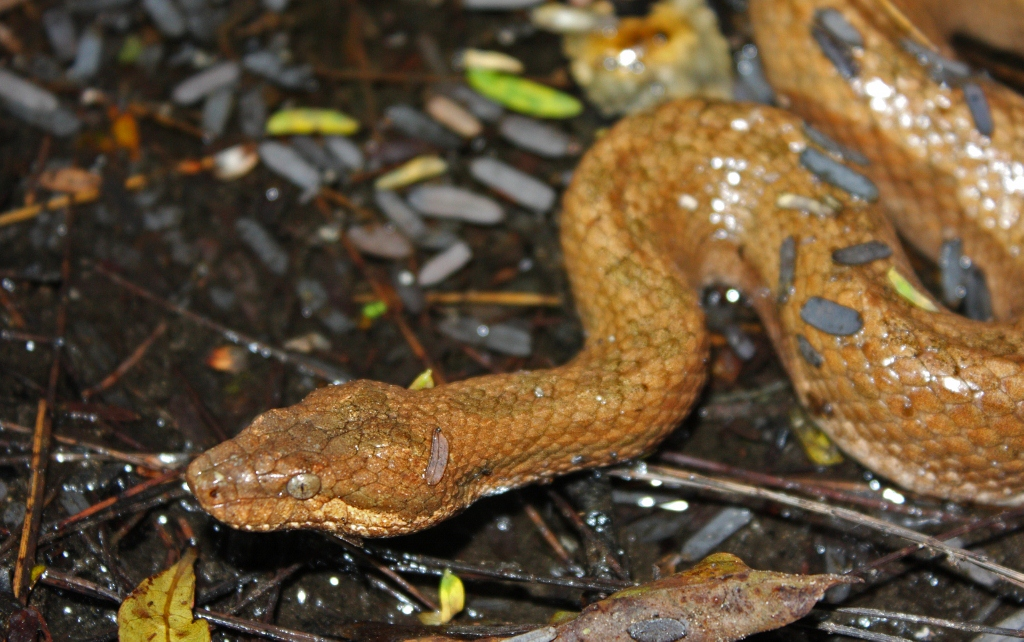
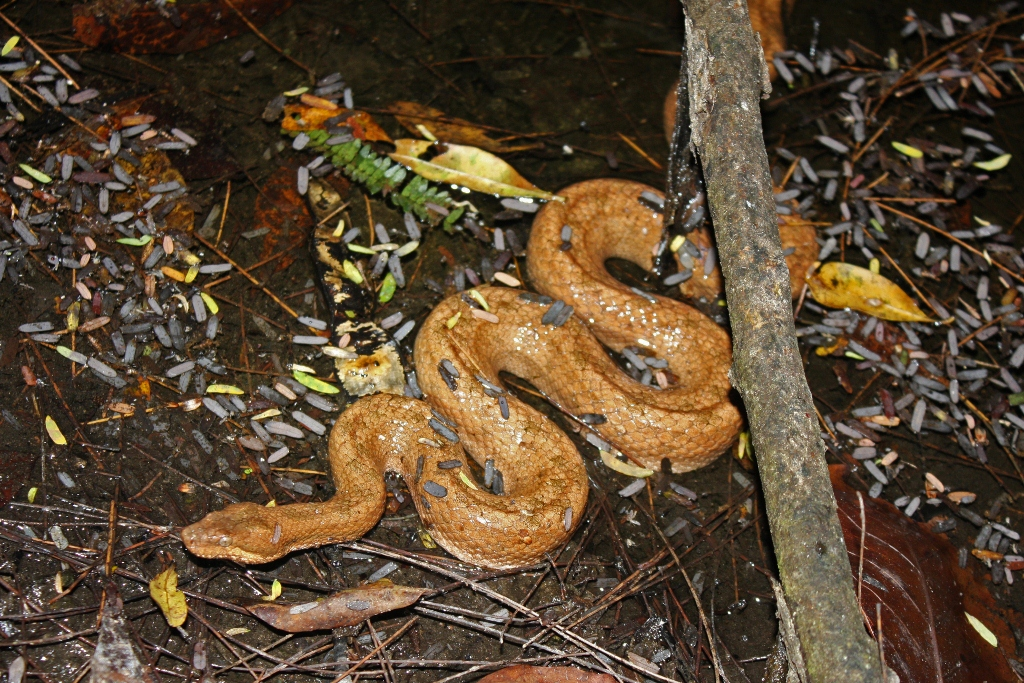